# Diego Sánchez Paniagua
El nombre de pila de este conquistador extremeño, que su actuación castrense estuvo principalmente ubicada en el Nuevo Reino de Granada, está tan enrevesado, que es un verdadero laberinto averiguar como realmente se llamaba. El autor de “El carnero” Juan Rodríguez Freyle, lo llama Manuel; el historiador colombiano Raimundo Rivas dice que Rodríguez Freyle se equivocó y lo llama Alonso; los historiadores colombianos Ocariz y Piedrahíta le dan el nombre de Diego; Lope de Aguirre, en la carta que le escribe al rey Felipe II, lo cita como… (…”nuestro barrachel, Bartolomé Sánchez Paniagua”). Como el nombre de Diego parece ser el más acertado se adopta en este caso. 

## Biografía
El conquistador Diego Sánchez Paniagua, había nacido en Alía (Cáceres) en la segunda decena del siglo XVI (se desconocen otros datos familiares) y parece ser que llegaba a Santa Marta (Colombia) con el gobernador García de Lerma y participaba en la conquista de aquel territorio durante los años 1529 y 30. Posteriormente en 1536, se alistó como soldado rodelero en la expedición organizada por Gonzalo Jiménez de Quesada para la conquista del Nuevo Reino de Granada. 
Además de participar en todo el proceso, figuró también en la fundación de Santa Fe de Bogotá, en la defensa del territorio andino y en la pacificación de las diversas tribus, puesto que es citado en una de las actas que se refieren al reparto del botín consistente en oro y esmeraldas, de fecha 15 de junio de 1538, donde dice que a título de mejora, se le reconocen a Paniagua 50 pesos.
También intervino en otros escenarios de la conquista neogranadina, ya que Paniagua y un tal Alonso Olalla, fueron enviados por el capitán Céspedes con el objeto de indagar la demora del capitán Juan de Ribera a quien había dejado en la laguna de Tinjacá con el encargo de que acudiera al socorro de Vélez. En esa ocasión Paniagua y Olalla fueron asaltados entre el río Suárez y el campamento de Rivera por una multitud de indígenas que venían en son de guerra, pero los dos españoles se defendieron tan valerosamente que, escuchando la algarabía que armaron unos y otros, los del capitán Ribera que estaban cerca de allí, salieron a socorrerlos y lograron poner en fuga a los indígenas.

## Cambio de rumbo
Hombre insatisfecho y díscolo, no supo amoldarse a la vida tranquila que, después de terminar la conquista de la tierra, llevaban sus compañeros de aventuras en cualquiera de las ciudades que iban fundando donde se les concedían encomiendas de tierras e indígenas para labrarlas, que con la dedicación y el esfuerzo personal llegaban a ser sumamente rentables. Se conoce que a Paniagua le tentaba más la aventura que la paz sedentaria y aparecía en los territorios peruanos después de 1550, donde tampoco consiguió aquietarse en la tierra y optó por seguir el nomadismo castrense y experimentar emociones nuevas. 
En 1560, la mayoría del territorio peruano ya estaba conquistado y sobraban muchos de los soldados que habían intervenido en el proceso; algunos de ellos, alborotadores y pendencieros, como la ociosidad era su oficio, se entretenían en promover pendencias y riñas en las ciudades donde estaban. Ante las quejas y reclamos de la gente de bien, el virrey Marqués de Cañete, con el objeto de deshacerse de tanto desocupado, encargo al capitán Pedro de Ursúa que organizase una expedición para buscar El Dorado y unos 400 soldados se alistaban para tal empresa.

## La expedición de la muerte
En septiembre de 1560, los 400 hombres concentrados en el alto Perú llamados marañones, bajo el mando de Pedro de Ursúa, emprendían la marcha buscando el curso del río    Amazonas para adentrarse en los territorios donde creían que podía encontrarse El Dorado. Desde los primeros días, unos cuantos soldados revoltosos comenzaron a conspirar bajo la maléfica influencia de Lope de Aguirre, quien tenía dotes de mando y ejercía una especie de maligna influencia sobre los demás soldados. 
A los tres meses de emprender la marcha, las maquinadoras confabulaciones de Aguirre terminaron imponiéndose y Ursúa era asesinado en el curso del Amazonas el 1 de enero de 1561. La muerte de Ursúa fue solamente el comienzo de una serie de desmanes, porque una vez que Aguirre se hace con el mando de la expedición, ejercerá su tiránico mandato plagado de intrigas y caprichosas decisiones. Todo aquel que disentía o no cumplía con las maniáticas ocurrencias de Aguirre, morirá bajo el garrote vil, la horca, o la certera estocada en el corazón.

## Conservar la vida
De los 400 hombres que emprendieron la marcha, tanto Sánchez Paniagua como los demás, aunque dentro de la estrechez del campo de maniobras que les dejaba la férrea vigilancia de Aguirre o de sus esbirros, procuraban aparentar tranquilidad y obediencia ciega, porque cualquier resbalón dialéctico o asomo de tibieza ante los mandatos del tirano, era motivo suficiente para perder la vida y Paniagua era calculador y no estaba dispuesto a perderla.
Después de una serie de desagradables acontecimientos y morir varios componentes de la expedición por mandato de Aguirre, siguiendo el curso del río dejaban el Amazonas y se adentraban en el Atlántico, poniendo rumbo a la isla de Margarita. Llegan a la isla, continúan los desmanes y asesinatos por orden del tirano, y desde la isla pasan a tierra firme y seguirán por los campos de Venezuela hasta la ciudad de Barquisimeto donde morirá Aguirre.

## El final de la pesadilla
Una vez que en Barquisimeto, las fuerzas reales rodean la parte de la ciudad donde se encontraba atrincheradas las fuerzas del tirano, sus partidarios lo dejaron solo y desertando se pasaron al ejército real. Después de que había terminado la pesadilla, la mayoría de los soldados que militaron al lado de Aguirre buscaron acomodo en Venezuela. Los que estaban acusados de algún delito fueron buscados y comparecieron ante la justicia, ya que los más revoltosos ejercieron de verdugos de las muertes ordenadas por Aguirre.
Diego Sánchez Paniagua parece ser que era uno de los incondicionales del tirano, por tanto tenía algunas cuentas pendientes con la justicia; una vez que fue detenido, después de un enrevesado proceso en Mérida (Venezuela) y en Santa Fe de Bogotá, era condenado a muerte y ejecutado.